# 卡托伊
卡托伊，是匈牙利巴兰尼亚州所辖的一个村。总面积8.75平方公里，总人口314，人口密度35.9人/平方公里（2011年1月1日）。